# 小川隆市
小川 隆市（おがわ りゅういち、1949年2月15日 - ）は、日本の男性俳優、声優。

## 略歴
東京都出身。電気通信大学応用電子工学科卒業後、劇団雲研究生を経て、1975年に円演劇研究所に入所。1976年、演劇集団 円会員昇格。一時期、本名の小川 隆一名義で活動していた頃もある。

## 人物
声種はハイバリトン。特技はスキー（1級）、英会話、ゴルフ、水泳。

## 出演

### テレビドラマ
- 気まぐれ本格派（1978年、NTV / ユニオン映画）
  - 第22話「誰かと誰かがアイスクリーム」（1978年3月22日）
  - 第27話「恋という奴ァままならぬ」（1978年5月10日）
- 騎馬奉行（1979年）
- 大空港 第52話「シスター刑事 テロリストを撃て!」(CX、1979年)
- 噂の刑事トミーとマツ 第13話「銭湯でタイホ! 刑事も裸、犯人も裸」（1980年） - ぼったくりバー被害者
- 土曜ドラマ「松本清張シリーズ・けものみち」（1982年） - 捜査一課刑事
- 新五捕物帳（1982年）
- 特捜最前線 第248回（1982年）
- 十津川警部シリーズ 日本一周「旅号」〈ミステリー・トレイン〉殺人事件（1983年）
- 松本清張の突風（1983年）
- 事件記者チャボ! 第22話（1984年） - 警官
- スクール☆ウォーズ（1984年） - 三上謙介
- 美人コンパニオン殺し（1990年） - 西浦北署刑事
- 月曜ドラマスペシャル「松本清張作家活動40年記念・黒い画集 坂道の家」（1991年）
- もう誰も愛さない（1991年） - 医者
- 旅情サスペンス「伊豆大島・霧の夜 満員御礼死体ペンション」（1991年）
- 私の生徒は12人（1992年）
- 外科医有森冴子（1992年）
- 大河ドラマ
  - 炎立つ（1993年） - 藤原成親
  - 徳川慶喜（1998年） - 阿部正外
  - 八重の桜（2013年） - 中山忠能
  - 軍師官兵衛（2014年） - 高島吉右衛門
  - 真田丸（2016年） - 茂吉
- 土曜ワイド劇場
  - 「タクシードライバーの推理日誌(6)」（1995年） - タクシーの乗客
  - 「変装婦警の事件簿(3)」（2002年）
  - 「ヤメ検の女(2)」（2011年） - 小関孝志
- ロングバケーション（1996年）
- 天晴れ夜十郎（1996年）
- 超完全犯罪の女医（1998年） - 村越一平
- 火曜サスペンス劇場「九門法律相談所(11)」（1999年） - 石岡弁護士
- ストレートニュース（2000年）
- 虹色定期便（2001年） - しおりの父
- 松本清張スペシャル・事故（2002年） - 宮島の上司
- 新・赤かぶ検事奮戦記14（2002年）
- ファイト（2005年）
- 水曜ミステリー9
  - 「指紋捜査官・塚原宇平の神業(3)」（2008年） - 印刷局幹部
  - 「松本清張没後20年特別企画・留守宅の事件」（2013年）
- パンドラII 飢餓列島（2010年） - 水野玲一
- 咲くやこの花（2011年）
- 告発〜国選弁護人（2011年） - 裁判官
- 土曜時代劇 隠密八百八町 第2話（2011年1月15日、NHK） - 女衒
- 遺留捜査 - 堀内義人（2011年）
- ドラマスペシャル 女優 麗子〜炎のように（2013年）
- 東京スカーレット〜警視庁NS係（2014年） - 馬場龍一
- 翳りゆく夏（2015年）
- 家売るオンナ（2016年）
- 日曜ミステリー「共犯 元刑事 永井耕作の誘拐捜査」（2017年） - 久保功
- 心溶ける時間をセカンドハウスで（2017年）
- 警視庁ゼロ係〜生活安全課なんでも相談室〜2（2017年）
- 病院の治しかた〜ドクター有原の挑戦〜（2020年）
- 竜の道 二つの顔の復讐者 第6話（2020年9月1日、フジテレビ・関西テレビ） - キリシマ急便・取締役
- 混声の森（2022年） - 室田蔵之介 役
- 6秒間の軌跡〜花火師・望月星太郎の2番目の憂鬱 第1話（2024年4月13日、テレビ朝日） - 花火師 役[4]
- 科捜研の女 Season24（2024年） - 米田弘六 役
- 民王R 最終話（2024年12月10日、テレビ朝日） - 議長 役

### テレビ番組
- マジカル頭脳パワー!! / マジカルミステリー劇場 第45話「パリ画伯の謎」（1992年、NTV） - 坂口清
- 激動!世紀の大事件〜証言者たちが明かす全真相〜（2009年）
- ご参考までに。（2018年）

### 映画
- 漂流（1981年） - 久七
- ラブレター（1981年） - 石井
- 小説吉田学校（1983年） - 記者
- 病院へ行こう（1990年）
- 四万十川（1991年）
- 亡国のイージス（2005年） - 政府関係者
- 家族はつらいよ（2016年）
- コンビニ夢物語（2016年）
- 旅猫リポート（2018年）
- 未来へのかたち（2021年）
- お終活 熟春!人生、百年時代の過ごし方（2021年） - 田島 役
- 愛国女子—紅武士道（2022年） - 採用担当者 帝都新聞

### 特撮
- ウルトラマンネクサス（2004年） - ビースト事件遭遇者

### テレビアニメ
- ワイルドアームズ トワイライトヴェノム（1999年、エドワード）
- OVERMANキングゲイナー（2002年）
- フルメタル・パニック!（2002年、ゲイル・マッカラン）
- ゴルゴ13（2008年、信者）
- 名探偵コナン（2011年、塚野享）

### ゲーム
- 王子さまLV1（2001年、リプトン王）

### 吹き替え

#### 映画
- 案山子男2/復讐の雄叫び（ケレイブ・キルゴア）
- 恋人たちのパレード（キャメル）
- ジャッカル ※日本テレビ版
- ダブル・ジョパディー ※テレビ朝日版
- 沈黙の陰謀（リチャード・バック）※日本テレビ版
- 月のひつじ
- D.N.A.V
- トリプルX（エル・ジェフ）※テレビ版
- ノー・グッド・シングス
- ピースキーパー ※VHS版
- 必殺処刑人 リベンジ（イワン）
- ブロークン・アロー ※テレビ朝日版
- 捕虜大隊 シュトラフバット
- ミクロキッズ
- メダリオン（レスター）
- リプリーズ・ゲーム（リーヴス）
- REC/レック（セザール）

#### ドラマ
- コールドケース6
- サバイバー: 宿命の大統領
- マーニーと魔法の書（オオカミ）

### CM
- 健康家族 伝統にんにく卵黄 同窓会篇
- 住友海上 もどリッチ

### ラジオ
- 青春アドベンチャー「浮遊霊ブラジル」

### 舞台
- アマデウス（サンシャイン劇場）
- オセロ（新橋演舞場）
- 海神別荘（劇団雲）
- 近代能楽集
- コリオレイナス
- 夏の夜の夢（パルコ劇場）
- ハムレット（東京グローブ座）
- ピサロ
- マクベス（サンシャイン劇場）
- 夜叉ヶ池